# Copromyza montana
Copromyza montana är en tvåvingeart som beskrevs av Rohacek 1992. Copromyza montana ingår i släktet Copromyza och familjen hoppflugor.
Artens utbredningsområde är Tjeckien. Inga underarter finns listade i Catalogue of Life.